# Aqigssiaq Maniitsoq
Aqissiaq Maniitsoq (AM) – grenlandzki klub sportowy z siedzibą w Maniitsoq, założony w 1971 roku. W 1992 roku zdobył swoje jedyne mistrzostwo. Obecnie nie wykazuje aktywności piłkarskiej.

## Osiągnięcia
- Mistrz Grenlandii (1 raz): 1992
- Wicemistrzostwo Grenlandii (3 razy): 1990, 1991, 1994